# 日格错岔玛
日格错岔玛是一个位于中国青海省玛多县的湖泊，面积约为20平方千米。